# Oxycnemis advena
Oxycnemis advena là một loài bướm đêm thuộc họ Noctuidae. Nó được tìm thấy ở vùng núi của miền nam Arizona, miền đông Nevada, miền nam California và miền nam Baja California.
Sải cánh dài khoảng 23 mm. Con trưởng thành bay từ tháng 7 đến tháng 8.